# Akashi
Pour les articles homonymes, voir Akashi (homonymie).
Akashi (明石市, Akashi-shi) est une ville située dans la préfecture de Hyōgo, au Japon, avec industries chimiques et textile

## Géographie

### Situation
Akashi est située dans le sud de la préfecture de Hyōgo, à l'ouest de la ville de Kobe. Elle est bordée par la mer de Harima (mer intérieure de Seto) au sud-ouest.

### Municipalités limitrophes
| Kakogawa               | Inami                  | Kobe |
| mer intérieure de Seto | Akashi                 | Kobe |
| mer intérieure de Seto | mer intérieure de Seto | Kobe |

### Démographie
En mai 2023, la population d'Akashi s'élevait à 305 262 habitants répartis sur une superficie de 49,42 km2.

### Climat
Akashi a un climat subtropical humide avec des étés chauds et des hivers frais ou froids.

## Histoire
En 1617, dans la province de Harima, Ogasawara Tadazane, un seigneur féodal de l'époque d'Edo (1603-1868), fonde le château d'Akashi, carrefour routier et maritime stratégique entre les provinces de l'est de l'île de Honshū, l'ouest de Honshū, Shikoku, via l'île d'Awaji, dans le nord-est de la mer intérieure de Seto, et Kyūshū. La cité d'Akashi se développe comme un relais routier (shukuba) et une ville-château (jōkamachi),,.
En 1888, le méridien de longitude 135e est est déclaré référence officielle pour déterminer l'heure normale du Japon. La ville d'Akashi, par laquelle il passe, est depuis lors surnommée la « ville du temps, ». Le planétarium municipal d'Akashi, le plus ancien en activité au Japon et le cinquième plus ancien du monde, a été construit en 1960 sur le méridien comme symbole municipal.
La ville moderne d'Akashi a été officiellement fondée le 1er novembre 1919. En 1931, des ossements fossiles découverts à Akashi sont attribués à un hominidé du paléolithique auquel le nom de Nipponanthropus akashiensis (« l'homme d'Akashi ») est donné. En 1945, dernière année de la Seconde Guerre mondiale, le vestige archéologique original est détruit, au cours d'un bombardement aérien. Trois ans plus tard, de nouvelles fouilles sur le site de la découverte ne donnent rien. Dans les années 1980, de nouvelles études font émerger l'hypothèse qu'il s'agit de restes de Homo sapiens, datant de la période Jōmon (20 000–2 400 ans av. J.-C.),.
Akashi a reçu le statut de ville spéciale du Japon le 1er avril 2002.

## Culture locale

### Patrimoine culturel
- Château d'Akashi
- Planétarium municipal d'Akashi

### Gastronomie
La ville d'Akashi est connue pour ses akashiyaki, ou tamago-yaki, une variété de takoyaki typique de la région.

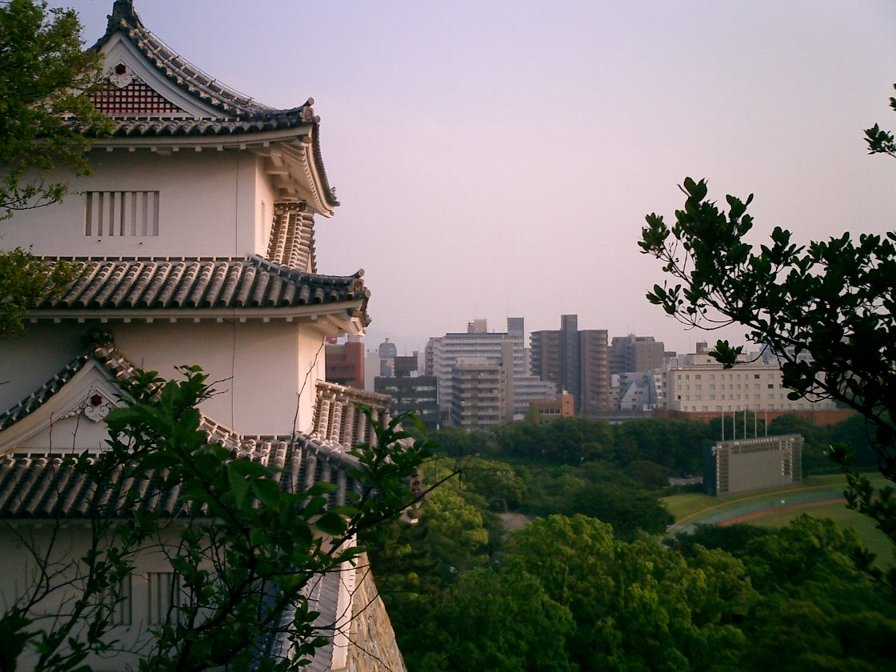
La ville et son château.
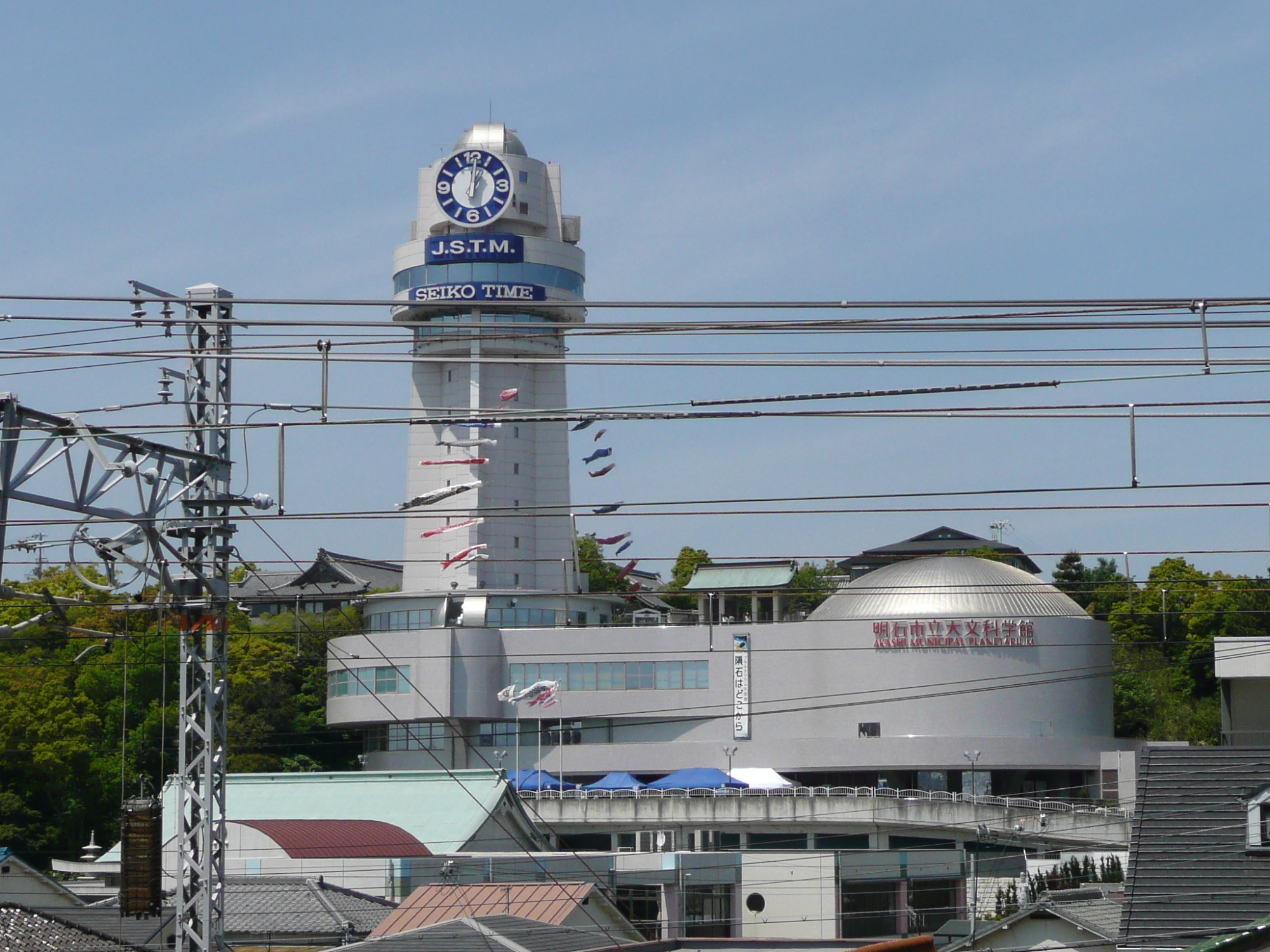
Le planétarium municipal d'Akashi.
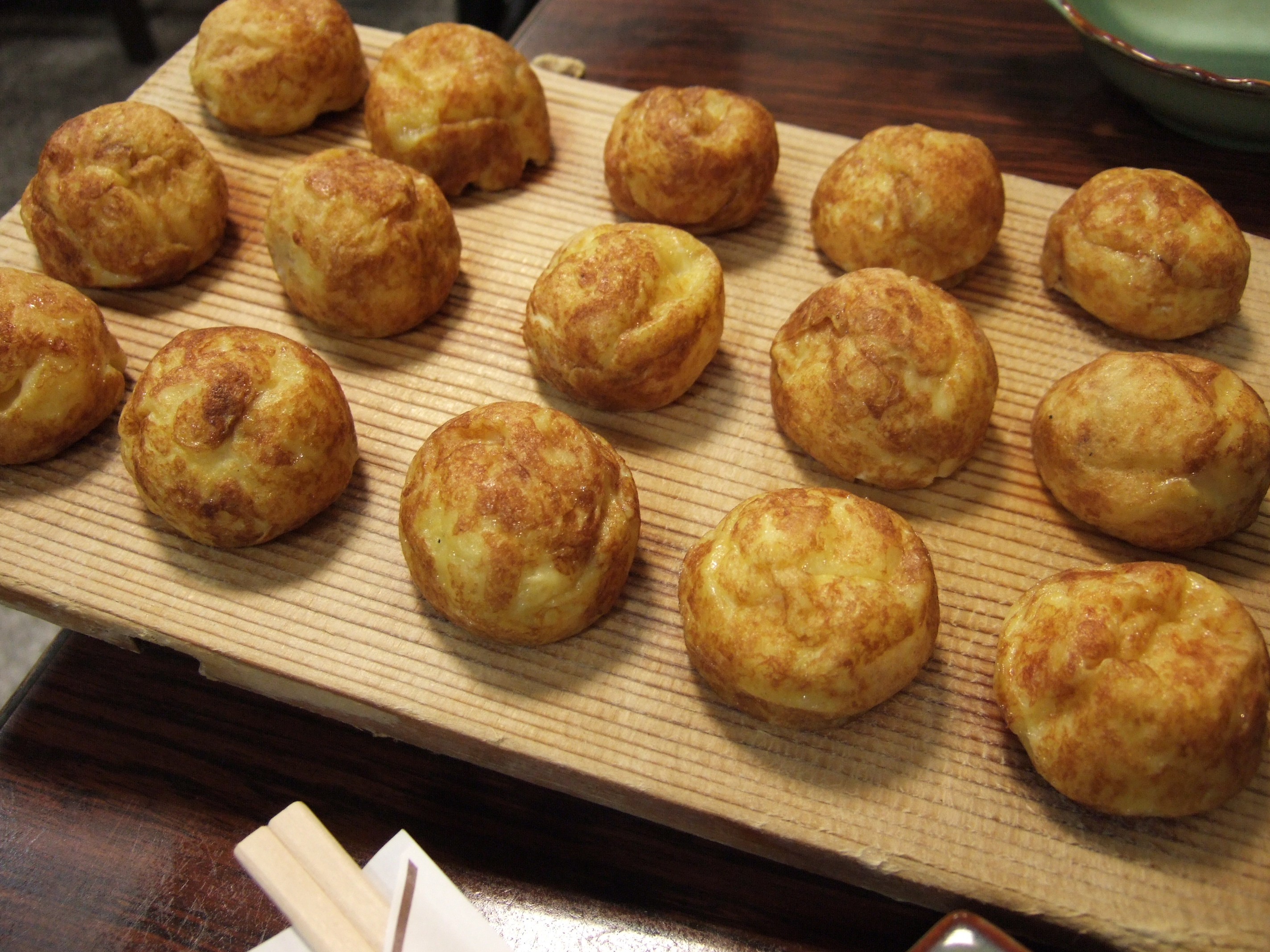
Akashiyaki.

## Transports
Akashi est desservie par la ligne Shinkansen Sanyō et la ligne JR Kobe de la JR West. Elle est également desservie par la ligne principale Sanyō de la compagnie privée Sanyo.
Les gares d'Akashi, Sanyo Akashi et Nishi-Akashi sont principales gares de la ville.

## Urbanisme
Akashi comporte un unique gratte-ciel, la Proud Tower Akashi haute de 125 mètres et achevée en 2017.

## Jumelages
Akashi est jumelée avec :
- Vallejo (États-Unis)
- Wuxi (Chine)

## Personnalités liées à la municipalité
- Shōnen Matsumura (1872-1960), entomologiste
- Toshitsugu Takamatsu (1889-1972), artiste martial
- Tomoko Sasaki, (1955-) personnalité politique

## Honneur
L'astéroïde (5881) Akashi porte son nom.